# 穐山忠夫
穐山 忠夫（秋山、あきやま ただお、1853年11月（嘉永6年10月） - 1904年（明治37年）5月13日）は、日本の政治家。衆議院議員（2期）。

## 経歴
安芸国豊田郡、のちの広島県豊田郡乃美村（豊栄町を経て現東広島市）出身。広島県会議員、同郡部会副議長、同議長となる。
1890年の第1回衆議院議員総選挙において広島6区から立憲改進党公認で立候補したが落選。1892年の第2回衆議院議員総選挙で再び立候補したが落選。1894年の第3回衆議院議員総選挙では無所属で立候補して当選した。1898年3月の第4回衆議院議員総選挙で再選。同年9月の第5回衆議院議員総選挙には出馬しなかった。1904年に死去した。